# 마리아빅토리아 드라구스
마리아빅토리아 드라구스(Maria-Victoria Dragus, 1994년 ~ )는 루마니아 태생의 독일의 배우이다.

## 출연 작품
- 페어로레네 (2018)
- 메리, 퀸 오브 스코틀랜드 (2018)
- 마드모아젤 파라디스의 피아노 (2017)
- 타이거 걸 (2017)
- 엘리자의 내일 (2016)
- 24주 (2016)
- 브로큰 글래스 파크 (2013)
- 킬 미 (2011)
- 이프 낫 어스, 후? (2011)
- 하얀 리본 (2009) - 클라라 역
- 넌 혼자가 아냐 (2007)
- 사랑의 국경선 (2007)